# Ghosts I–IV
Ghosts I–IV (também conhecido como Halo 26) é o sexto álbum de estúdio do Nine Inch Nails e foi lançado em 2 de Março de 2008. 
O álbum contém 36 faixas instrumentais e foi gravado em dez semanas da primavera de 2007. É o primeiro álbum do Nine Inch Nails após a divulgação do encerramento do contrato com a gravadora Interscope Records e lançado o material de forma independente. Inicialmente planejado para ser um EP com cinco faixas, o álbum é apresentado sob a forma de quatro EP com nove faixas instrumentais. As faixas não têm nomes, e só são identificados pela sua lista de faixas, posição, e arte do álbum. A equipe por trás do projeto incluiu o líder do Nine Inch Nails - Trent Reznor, Atticus Ross e Alan Moulder, com contribuições instrumentais de Alessandro Cortini, Adrian Belew, e Brian Viglione.
O álbum foi lançado sob uma licença Creative Commons, e em uma variedade de embalagens diferentes preços em diferentes pontos, incluindo uma "Ultra-Deluxe Limited Edition" de US$300. O álbum foi inicialmente lançado digitalmente no site oficial do Nine Inch Nails, sem qualquer anúncio prévio ou promoção. Através do perfil oficial do Nine Inch Nails no YouTube, gerada por um usuário "film festival" foi anunciada, onde os fãs foram convidados para interpretar visualmente o álbum e postar os resultados.
Recepção crítica do álbum foi geralmente favorável, com muitas agências noticiosas também favoravelmente comentando sobre o nada ortodoxo lançamento do álbum. Muita cobertura do álbum foi comparado Ghosts I–IV para os lançamentos de Radiohead com In Rainbows, bem como de Saul Williams com The Inevitable Rise and Liberation of NiggyTardust!.

## Faixas
Todas as canções foram escritas por Trent Reznor e Atticus Ross, exceto onde indicado.